# Pampre
 (novembre 2023).
Si vous disposez d'ouvrages ou d'articles de référence ou si vous connaissez des sites web de qualité traitant du thème abordé ici, merci de compléter l'article en donnant les références utiles à sa vérifiabilité et en les liant à la section « Notes et références ».

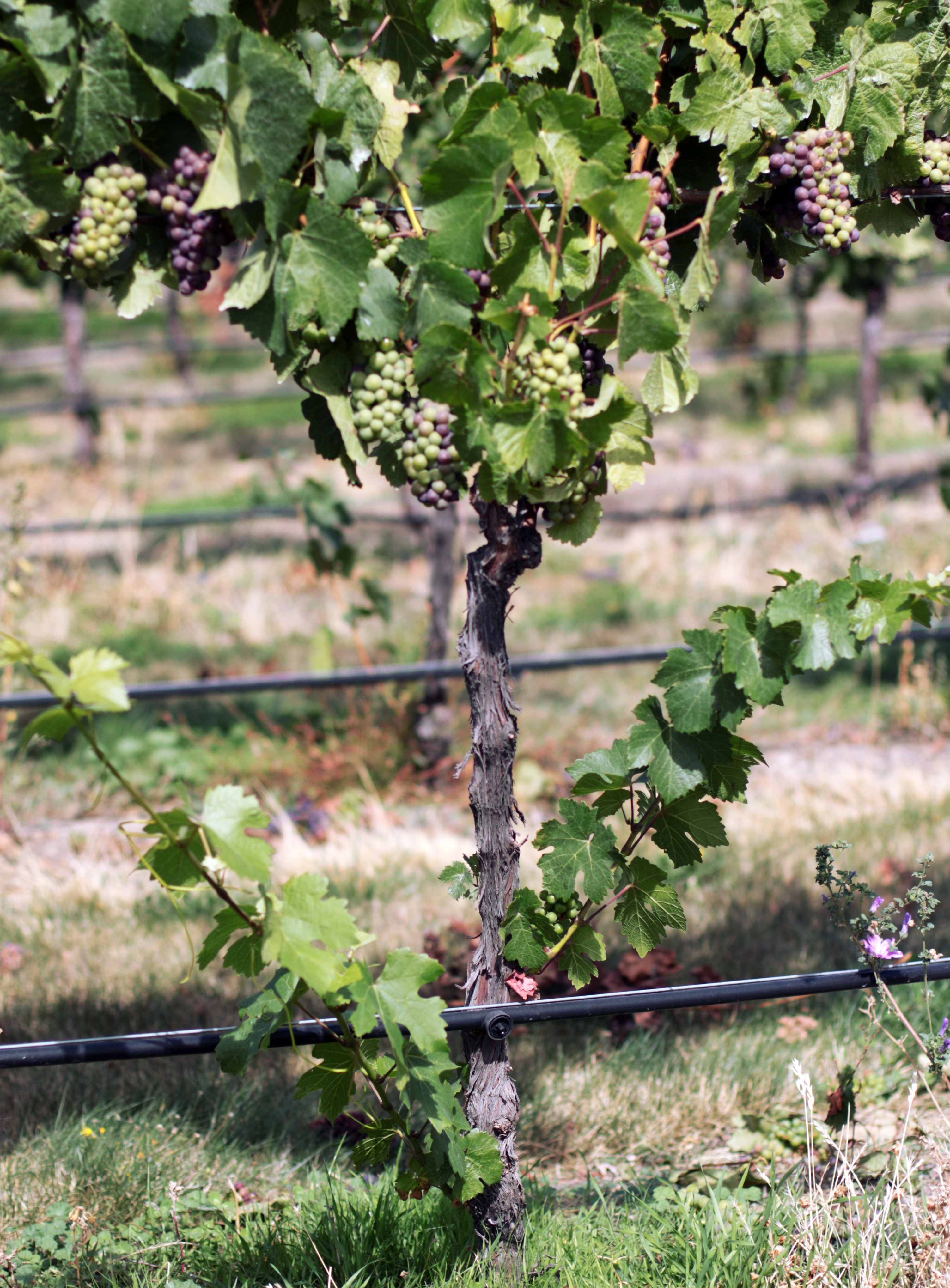
Pampres de vigne, poussant à la base du cep.

Le pampre est une tige de vigne portant ses feuilles, ses vrilles et, souvent, ses grappes de raisin. C’est aussi le nom du  gourmand de la vigne, c'est-à-dire un rameau non fructifère[réf. nécessaire] qui pousse sur la souche ou sur le porte-greffe.

## Arts
Les pampres, fort décoratifs, furent très appréciés par les disciplines artistiques.
En architecture, le pampre est un ornement sculpté en forme de feston représentant un rameau de vigne garni de ses feuilles, de ses vrilles et, souvent, de ses fruits, dont on décore le creux des circonvolutions de certaines colonnes torses (Dict. XIXe siècle et XXe siècle).

## Emploi métaphorique
Le terme dérivé « pampiniforme » est employé pour décrire une structure entortillée. Par exemple en médecine les vaisseaux spermatiques forment un « plexus pampiniforme (en) ».

## Dans la culture populaire
Le mot est connu pour figurer dans la chanson Dans l'eau de la claire fontaine  de Georges Brassens : « Avec le pampre de la vigne ». Ce mot est également dans le poème « El Dediscado » de Gérard de Nerval, dans le vers « Et la treille où le Pampre à la Rose s’allie. ».